# Lauryn Williams
Lauryn Chenet Williams (Pittsburgh, 11 de septiembre de 1983) es una deportista estadounidense que compitió en atletismo y bobsleigh.
Participó en tres Juegos Olímpicos de Verano entre los años 2004 y 2012, obteniendo dos medallas en atletismo, plata en Atenas 2004 y oro en Londres 2012. En los Juegos Panamericanos de 2003 logró dos medallas de oro. Ganó cuatro medallas en el Campeonato Mundial de Atletismo, en los años 2005 y 2007, y una medalla en el Campeonato Mundial de Atletismo en Pista Cubierta de 2006.
Además, disputó los Juegos Olímpicos de Sochi 2014, consiguiendo una medalla de plata en bobsleigh, en la prueba doble.

## Palmarés internacional
| Juegos Olímpicos                     | Juegos Olímpicos                | Juegos Olímpicos | Juegos Olímpicos |
| Año                                  | Lugar                           | Medalla          | Prueba           |
| ------------------------------------ | ------------------------------- | ---------------- | ---------------- |
| 2004                                 | Atenas (Grecia)                 | Medalla de plata | 100 m            |
| 2012                                 | Londres (Reino Unido)           | Medalla de oro   | 4 × 100 m        |
| Campeonato Mundial                   |                                 |                  |                  |
| Año                                  | Lugar                           | Medalla          | Prueba           |
| 2005                                 | Helsinki (Finlandia)            | Medalla de oro   | 100 m            |
| 2005                                 | Helsinki (Finlandia)            | Medalla de oro   | 4 × 100 m        |
| 2007                                 | Osaka (Japón)                   | Medalla de oro   | 4 × 100 m        |
| 2007                                 | Osaka (Japón)                   | Medalla de plata | 100 m            |
| Campeonato Mundial en Pista Cubierta |                                 |                  |                  |
| Año                                  | Lugar                           | Medalla          | Prueba           |
| 2006                                 | Moscú (Rusia)                   | Medalla de plata | 60 m             |
| Juegos Panamericanos                 |                                 |                  |                  |
| Año                                  | Lugar                           | Medalla          | Prueba           |
| 2003                                 | Santo Domingo (Rep. Dominicana) | Medalla de oro   | 100 m            |
| 2003                                 | Santo Domingo (Rep. Dominicana) | Medalla de oro   | 4 × 100 m        |

| Juegos Olímpicos | Juegos Olímpicos | Juegos Olímpicos | Juegos Olímpicos |
| Año              | Lugar            | Medalla          | Prueba           |
| ---------------- | ---------------- | ---------------- | ---------------- |
| 2014             | Sochi (Rusia)    | Medalla de plata | Doble            |